# Editorial Sudamericana
La Editorial Sudamericana es una editorial argentina, fundada en 1939 por argentinos y españoles  radicados en Buenos Aires: Victoria Ocampo, Carlos Mayer, Oliverio Girondo, Alfredo González Garaño y Rafael Vehils. Antoni López Llausàs fue el primer gerente y estuvo a cargo de la editorial hasta su fallecimiento en 1979. Desde 1998 es un sello del grupo Penguin Random House.

## El inicio
El primer directorio estuvo conformado por los fundadores Victoria Ocampo, Carlos Mayer, Oliverio Girondo, Alfredo González Garaño y Rafael Vehils, más Enrique García Merou, Jacobo Saslavsky, Antonio Santamarina, Alejandro Shaw, Andreu Bausili, Eduardo Bullrich y Alejandro Menéndez Behety. La mayoría desconocía la manera de llevar adelante una editorial y surgieron desacuerdos, ya que cada uno pretendía manejar la dirección tal como realizaban sus respectivos trabajos.
A los seis meses ya habían invertido todo el dinero con el que contaban, elegían los libros para publicar sin un sentido comercial y publicaban los libros de amigos y conocidos, lo que llevó a que Victoria Ocampo, Oliverio Girondo y Alfredo González Garaño se separaran de la sociedad. 
Rafael Vehils viajó entonces a Europa con el fin de ofrecerle a su amigo Antoni López Llausàs que se hiciera cargo de la editorial. Fue así como en el mismo año de 1939 López Llausàs (Barcelona, 25.01.1888) pasó a ser el gerente ejecutivo de Sudamericana. Este catalán había cursado sus estudios primarios en el Colegio Políglota y el bachillerato, en el Instituto de Barcelona.; después obtuvo los títulos de perito mecánico y perito químico y luego estudió Ampliación de Ciencias. Terminada su educación de nivel medio, comenzó a trabajar en la librería familiar mientras seguía abogacía de manera libre.
Antoni López Llausàs y el gerente editorial, Julián Urgoiti, lograron incrementar el capital y aumentar las ventas. Más adelante obtuvieron el control de la Librería del Colegio al comprar las acciones de los hermanos Cabaut.
Los asesores literarios cumplieron un papel importante dentro de la editorial. El primer asesor fue Julián Urgoiti, que trabajó hasta su jubilación; el segundo, Luis Jordán; el tercero, Francisco Porrúa; el último fue Enrique Pezzoni.
Poco a poco fueron incorporando escritores e ilustradores de fama internacional. Una de las primeras colecciones que se publicaron fue una colección infantil. Los cuatro primeros títulos fueron:
- Historia de San Martín con ilustraciones de Antonio Berni.
- El niño Dios cuyo autor fue Leopoldo Marechal, con ilustraciones de Ballester Peña.
- Geografía argentina escrita por María Rosa Oliver, con ilustraciones de Horacio Butler.
- Alí Babá y los cuarenta ladrones con ilustraciones de Toño Salazar.

La colección Horizonte fue muy famosa ya que se publicaron obras muy reconocidas como Las palmeras salvajes de William Faulkner y Orlando de Virginia Woolf traducidas por Jorge Luis Borges, Sangre negra de Richard Wright, Cuán verde era mi valle de Richard Llewellyn, entre otras.
Para 1944 ya se habían publicado dos colecciones históricas y biográficas. Se destacaron las obras de Salvador de Madariaga como Hernán Cortés, Bolívar, de Aldous Huxley como Eminencia gris y de Ramón Gómez de la Serna como Retratos contemporáneos . En ese mismo año, comenzaron con la publicación de dos colecciones: Grandes obras y Ciencia y Cultura. La primera incluía títulos como Historia universal de Veit Valentín y La vida de Grecia de Will Durant. En la segunda preponderaban toda clase de ensayos, como Ensayos de un biólogo de Julian Huxley, Tipos psicológicos de Carl Gustav Jung, Autobiografía de la Tierra de John Hodgdon Bradley.
En 1967 publicó la primera edición de Cien años de soledad del premio Nobel de Literatura, Gabriel García Márquez.
En asociación con grupos editoriales tales como Penguin Random House Grupo Editorial, Plaza & Janés han lanzado los títulos de mayor éxito en los últimos años, entre ellos las obras de Isabel Allende y El código Da Vinci.